# José Manuel Vela Bargues
José Manuel Vela Bargues (Valencia, 1962-16 de julio de 2022) fue un economista español,  catedrático de la Universidad Politécnica de Valencia. Ocupó durante quince años diversas responsabilidades en la Generalidad Valenciana, entre otras, la de Consejero de Hacienda y Administración Pública (2011-2012).

## Biografía
José Manuel Vela se licenció en Ciencias Económicas y Empresariales (1986) por la Universidad de Valencia, donde también se doctoró en 1990 obteniendo premio extraordinario. Vela fue profesor en las Universidades de Valencia y Jaime I de Castellón. También ostentó cargos de responsabilidad universitaria: en la de Valencia fue secretario del Departamento de Economía Financiera y Contabilidad, vicedecano de la Facultad de Ciencias Económicas y Empresariales y director del Departamento de Dirección de Empresas. En la Universidad Jaume I de Castellón fue director del Departamento de Finanzas y Contabilidad y vicerrector. Además, fue también catedrático de Economía Financiera y contabilidad de la Universidad Politécnica de Valencia.
En la administración pública ocupó varios cargos, entre los que destacan: director del Instituto Valenciano de Estadística, director general de Economía, subsecretario de Política Presupuestaria y Tesoro de la Generalidad Valenciana y secretario autonómico de Economía y Presupuestos. El presidente Francisco Camps le encomendó la consejería de Hacienda y Administración Pública para aligerar la deuda de la Generalidad Valenciana. Permaneció en ese puesto desde el 22 de junio de 2011 hasta el 30 de noviembre de 2012). Manteniéndose durante la remodelación llevada a cabo por Alberto Fabra en diciembre de 2011. Durante esa etapa tuvo que elaborar unos presupuestos marcados por la peor etapa de crisis económica, con importantes recortes en la administración pública. Entre ellos, la reducción de las nóminas de los empleados públicos y la reestructuración del sector público.
José Manuel Vela falleció a los sesenta años, en la madrugada del 16 de julio de 2022.

## Caso Cooperación: caso de corrupción archivado
El 21 de noviembre de 2012 diferentes medios de comunicación publicaron que, durante un pleno de las Cortes Valencianas, el consejero José Manuel Vela Bargues había entregado un informe elaborado por la Intervención General de la Generalidad y destinado al juzgado que instruye el caso Cooperación a una de las partes del proceso judicial, concretamente al diputado autonómico (exsíndico del grupo parlamentario del Partido Popular y exconsejero de Solidaridad y Ciudadanía) Rafael Blasco Castany, imputado por los delitos de fraude de subvenciones, prevaricación, cohecho, tráfico de influencias, malversación de caudales públicos y falsedad documental. La jueza de instrucción del caso Cooperación, la magistrada del Tribunal Superior de Justicia de la Comunidad Valenciana María Pía Calderón, ordenó a la Fiscalía que investigara los hechos, que podrían ser constitutivos de delito de revelación de secretos. La Consejería de Hacienda y Administración Pública emitió un comunicado negando los hechos. Los grupos políticos de la oposición pidieron su dimisión.
El 28 de noviembre de 2012, la Fiscalía denunció al consejero José Manuel Vela Bargues por el presunto delito de revelación de secretos ante el Tribunal Superior de Justicia de la Comunidad Valenciana. Junto con el consejero Vela Bargues, también fue denunciado Salvador Hernándiz García, el interventor general de la Generalidad Valenciana, y los presuntos delitos que se denuncian son: revelación de secretos, infidelidad en la custodia de documentos y encubrimiento.
El 29 de noviembre de 2012, el Tribunal Superior de Justicia de la Comunidad Valenciana admitió a trámite la denuncia de la Fiscalía y nombró como juez instructor de la causa al magistrado José Flors Maties.
El 30 de noviembre de 2012, el consejero Vela Bargues dimitió como Consejero de Hacienda y Administración Pública de la Generalidad Valenciana, cansado de la presión mediática creada por la supuesta filtración de documentos del 'caso Cooperación' al exconsejero y diputado popular Rafael Blasco. Horas después fue imputado por el juez instructor de la causa, el magistrado José Flors Maties, por el presuntos delitos de revelación de secretos, infidelidad en la custodia de documentos y encubrimiento.
Finalmente, el caso fue archivado, al entender el juez que instruía la causa, que los hechos presuntamente atribuidos al exconsejero no supusieron la comisión de ningún delito.